# 乙骨太郎乙
乙骨 太郎乙（おつこつ たろうおつ、天保13年〈1842年〉 - 大正11年〈1922年〉7月19日）は、幕末・明治時代の洋学者・翻訳者。江戸生まれ。漢、蘭、英語を修得。名は盈、通称太郎乙、号は華陽。

## 略歴
- 1847年（天保13年）儒者・乙骨耐軒の長男として江戸に生まれる。昌平坂学問所に学び、蘭学を志して箕作麟祥のもとで英学を学ぶ[1]。
- 1860年（安政元年）蕃書調所書物御用出役を命じられる。
- 1864年（元治元年）開成所で教授手伝から教授へ。
- 1867年（慶応3年）外国奉行調役となる。
- 維新後は徳川家と共に静岡へ。沼津兵学校において二等教授から一等教授となり、英語を教える。
- 1874年（明治4年）静岡学問所教授へ。
- 1872年（明治5年）新政府で働くことになる。大蔵省翻訳局で勤務。尺振八と共立学舎を開き、そこで教授となる。
- 1875年（明治8年）翻訳局を退官。
- 1878年（明治11年）海軍省御用掛となる。明治23年まで勤務。
- 晩年は旧幕臣達を集め、「昔社」を結成。漢詩を作りながら余生を過ごした。墓所は文京区寂圓寺。

## 執筆した文章
- 海外記事の紹介（『学芸志林』）
- 漢訳『地質浅釈』の訓点書

## エピソード
国歌「君が代」の歌詞の提案者とも言われている。

## 家族・親族

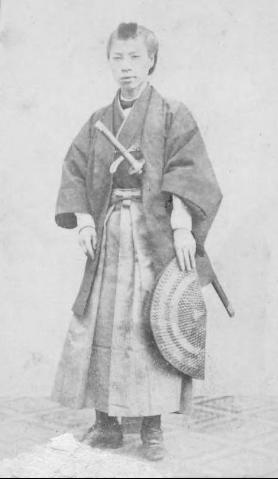
弟の乙骨亘。横浜鎖港談判使節団参加時

- 父・乙骨耐軒（1806-1859） - 幕臣。漢学者。徽典館初代学頭。下級武士・乙骨半右衛門の娘婿。太郎乙が17歳のときに亡くなった[4]。
- 弟・乙骨亘（上田絅二、1846－1888） - 幕臣の上田友助の婿養子となり、上田敏の父となった。
- 弟・乙骨兼三（1852-1923） - 開陽丸で榎本武揚軍に参加、敗戦後備後福山藩預かりとなり、明治維新後沼津兵学校教師を経てロンドンに官費留学し、ハワイ移民の監督官などを務めたが、定職につかず食客などして暮らした。
- 妹・ちか - 幕臣・遠藤信古の妻。夫は維新後静岡に移り沼津兵学校で学び、開拓使役人などを務めた。養孫に厚生省環境衛生局長の聖成稔[5]。
- 妹・こう - 戊辰戦争降伏人から沼津兵学校資業生を経て新政府役人となった吹田鯛六の妻となり、子に吹田順助がいる。
- 妻・つぎ（1851-1910） - 杉田成卿の娘で、杉田玄白の曾孫にあたる[6]。つぎの姉・縫は杉田廉卿、富田鉄之助の妻。
- 長男 - 太郎乙の子は10人あり、長男は夭折した。
- 二男・乙骨半二（1876-1948） - 東京帝大仏法科卒。シーメンス事件の検事[7]。のちに弁護士[8]。
- 三男・乙骨三郎（1881-1934） - 東京音楽学校 (旧制。現在の東京藝術大学音楽部・大学院音楽研究科の前身)教授。作詞家[9]。
- 五男・乙骨五郎（1890-1949） - 成蹊高等学校 (旧制)教授[7]（のち学長）。東大文学部英文科卒。
- 長女・まき（牧子、1870年生） - お茶の水女学校を出て、帝室林野局技師の江崎政忠に嫁ぎ、三男の江崎悌三は昆虫学者となった[6]。孫は法学者の手島孝に嫁いでいる[6]。悌三の曾孫にプロ野球選手の長谷部銀次。
- 次女・さだ（1878年生） - 台湾総督府学務局長・古山栄三郎（東京高等師範学校卒）の妻。二女・幸の夫に土方辰三。[8][10]
- 三女・ひさ（1884年生） - 水戸出身の小室龍之助（東京高等師範学校卒）の妻。夫は教職を経て、東京大学に入り直し、実業に転じた。夫が東洋拓殖社員として在鮮中に病を得、帰国後早世した[8]。
- 養女・タキ（1866年生） - 実姉の子。宮内省侍医寮御用掛で甲野眼科医院を開業した甲野棐（）の妻となり、子に眼科医の甲野謙三、考古学者の甲野勇がいる。謙三の岳父に箕作元八。